# Heimat (film, 2013)
Pour les articles homonymes, voir Heimat (homonymie).
Pour plus de détails, voir Fiche technique et Distribution.
Heimat (Die andere Heimat) est un film allemand réalisé par Edgar Reitz et sorti en 2013. Il est généralement présenté en deux parties : Heimat : Chronique d'un rêve (Die andere Heimat : Chronik einer Sehnsucht) et Heimat : L'Exode (Die andere Heimat : Die Auswanderung). Il constitue une préquelle à la mini-série Heimat.
L'action se déroule au même endroit que dans la mini-série, à savoir le village fictif de Schabbach, dans le Hunsrück, en Rhénanie, dans l'actuelle Allemagne, mais au milieu du XIXe siècle (1842-1844), dans le cadre du Vormärz (1815-1848), soit plusieurs dizaines d'années avant le début de l'action de Heimat (1919). 
L'œuvre est filmée en noir et blanc, à l'exception de quelques rares objets ou éléments du décor qui apparaissent en couleur : une frise murale, des fleurs, une agate, etc.

## Synopsis
L'histoire est centrée autour de Jacob, jeune homme et fils de forgeron qui, cherchant à fuir la misère provoquée par les mauvaises récoltes successives, s'évade en lisant des ouvrages sur les Indiens du Brésil et cherche à y immigrer comme nombre de ses concitoyens.
Jacob Simon est un adolescent villageois de Schabbach, dans le Hunsrück, en Rhénanie, dans le Sud-Ouest de l'Allemagne actuelle, région annexée par la France en 1793 et devenue prussienne après le Congrès de Vienne. Ni paysan, ni artisan, alphabétisé, doué sans doute, romantique assurément, timide, exalté parfois, inadapté surtout, appelé "bon-à-rien" par son père, il se heurte aux difficultés matérielles, aux pesanteurs sociales… auprès des parents Johann et Margret, des frère et sœur, Lena et Gustav, des amies Jettchen et Florinchen.
Comme de nombreux Européens d’alors, il veut quitter la vieille Europe, pour les Amériques. Il rêve d’une nouvelle vie, dans les jungles du Brésil. Il apprend dans les livres la vie des Indiens d’Amérique du Sud. Il apprend même une des langues d'Amazonie. Sur ses instances, il partage à Jettchen, son secret ; le rêve d'une nouvelle vie.
Lorsque son frère Gustav revient du service militaire prussien, l'amour entre Jacob et Jesse est ébranlé. La vie de Jacob évolue différemment de ses prévisions.

## Fiche technique
- Titre original : Die andere Heimat (littéralement en français « L'Autre Terre natale »)
  - Première partie : Die andere Heimat : Chronik einer Sehnsucht (titre parfois utilisé pour désigner l'ensemble des deux parties)
  - Deuxième partie : Die andere Heimat : Die Auswanderung, ou parfois Die andere Heimat : Der Exodus
- Titre français : Heimat (l'ensemble étant parfois désigné sous le titre Heimat : Chronique d'un rêve - L'Exode)
  - Première partie : Heimat : Chronique d'un rêve
  - Deuxième partie : Heimat : L'Exode
- Réalisation : Edgar Reitz
- Scénario :  Edgar Reitz et Gert Heidenreich
- Pays de production :  Allemagne
- Langue originale : allemand et quelques phrases dans d'autres langues, y compris des langues amérindiennes
- Durée : 107 et 128 minutes

## Distribution
- Jan Dieter Schneider : Jakob Simon
- Marita Breuer : Margarethe Simon, la mère de Jakob
- Maximilian Scheidt : Gustav Simon, le frère de Jakob
- Eva Zeidler : la grand-mère de Jakob
- Reinhard Paulus : l'oncle de Jakob
- Antonia Bill : Jettchen Niem
- Barbara Philipp : madame Niem, la mère de Jettchen
- Martin Haberscheidt : Fürchtegott Niem, le père de Jettchen
- Philine Lembeck Florinchen
- Rüdiger Kriese Johann Simon, le père de Jakob
- Mélanie Fouché : Lena Zeitz (née Simon), la sœur de Jakob
- Christoph Luser Franz Olm
- Rainer Kühn : le docteur Zwirner
- Julia Prochnow : Hebamme Sophie Gent
- Konstantin Buchholz : Junger Freiherr
- Martin Schleimer : Walter Zeitz, le mari de Lena
- Werner Herzog : Alexander von Humboldt (deuxième partie seulement)

## Distinctions

### Récompenses
- Deutscher Filmpreis 2014 :
  - Meilleur film
  - Meilleur scénario